# 梅斯塔荣誉会

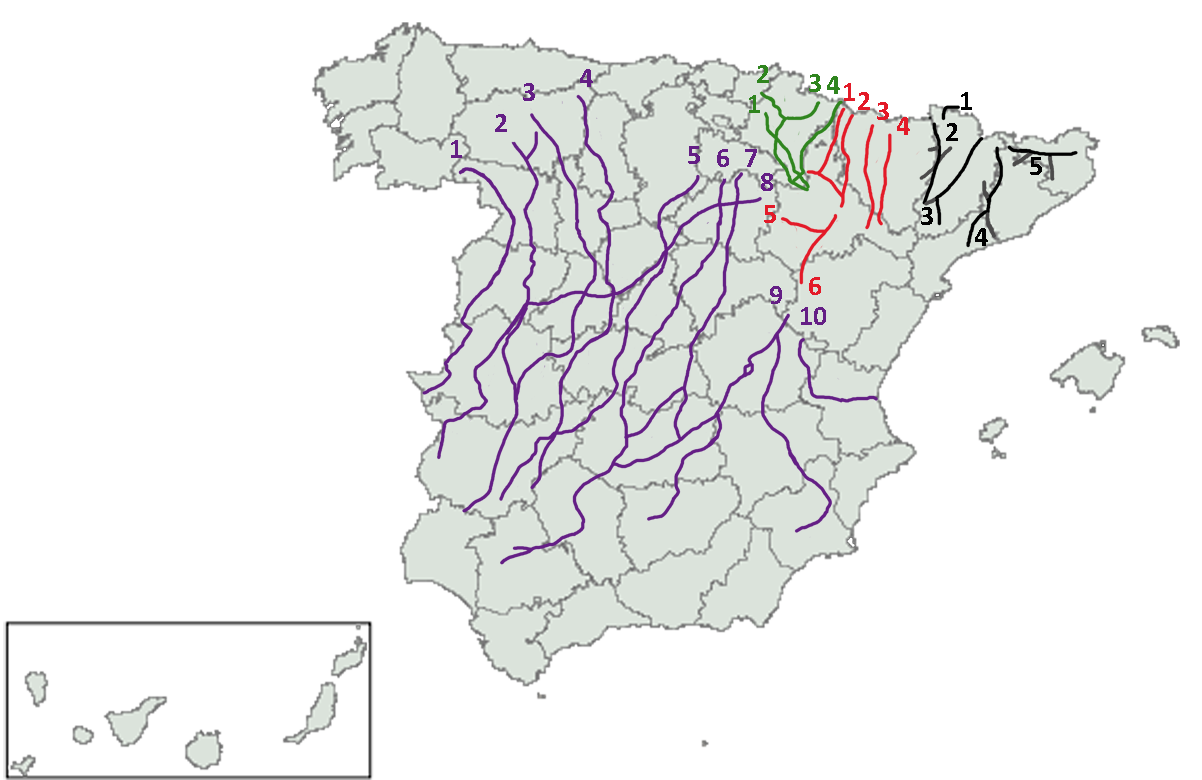
主要迁移线路

梅斯塔荣誉会（西班牙語：Honrado Concejo de la Mesta），又译美斯塔，是西班牙卡斯蒂利亚国王阿方索十世于1273年建立的全国性游牧畜牧业从业者同業公會，荣誉会伴随的家畜迁徙在16世纪前期达到顶峰，后来随着半岛战争等多重因素影响而逐渐没落，最终于1836年解散。
梅斯塔荣誉会的迁移路线“梅斯塔家畜小径”已经作为文化遗产项目，由西班牙文化部于2007年4月27日提交至联合国教科文组织世界遗产预备名单。

## 历史
西班牙卡斯蒂利亚地区拥有充裕的土地，在中世纪早期就发展出了羊毛工业。牧羊人在夏季把羊群赶到高地，在冬季赶到低地。国王阿方索十世在一次财政危机中意识到对牲畜征税比对人征税更为容易。他在1260年左右与牧羊人签下了一系列许可，1273年正式建立全国性同业公会——“梅斯塔荣誉会”。作为纳税的交换条件，梅斯塔荣誉会的畜牧业者从国王手中获得了一系列司法和经济特权。他们不仅可以免交一些杂税，还有权利组织警卫队保护牲畜，并能与路途中的地主进行利益谈判。
自16世纪以来，梅斯塔荣誉会每年举办两次全国性集会，一次在南部于1月至2月举行；另一次在北部，时间大致在9月至10月。
梅斯塔牧道按照宽度可分为三种类型：
| 名称     | 宽度         |
| -------- | ------------ |
| cañadas  | 不超过75米   |
| cordeles | 不超过37.5米 |
| veredas  | 不超过20米   |

## 词源
人们一般认为“mesta”一词来自拉丁语“mixta”（西班牙语“mezclar”），中文即“混合”，指某一位牧羊人拥有的羊在迷路后混入了其他牧羊人的羊群，这样的状况经常发生。也有认为来自西班牙语动词“amistar”，意指牧羊人之间的友好关系。另有学者推测它为北非柏柏尔语来源，最初指阿尔及利亚柏柏尔人的冬季营地，后来成为牧羊人周期性会议的代称。

## 现况
西班牙1995年3月23日第3/1995号牧道法律明确牧道为不可移动的公共财产并强调其生态保护意义。各段牧道归属相应的自治区管理，任何破坏行为将受到处罚。

## 图集

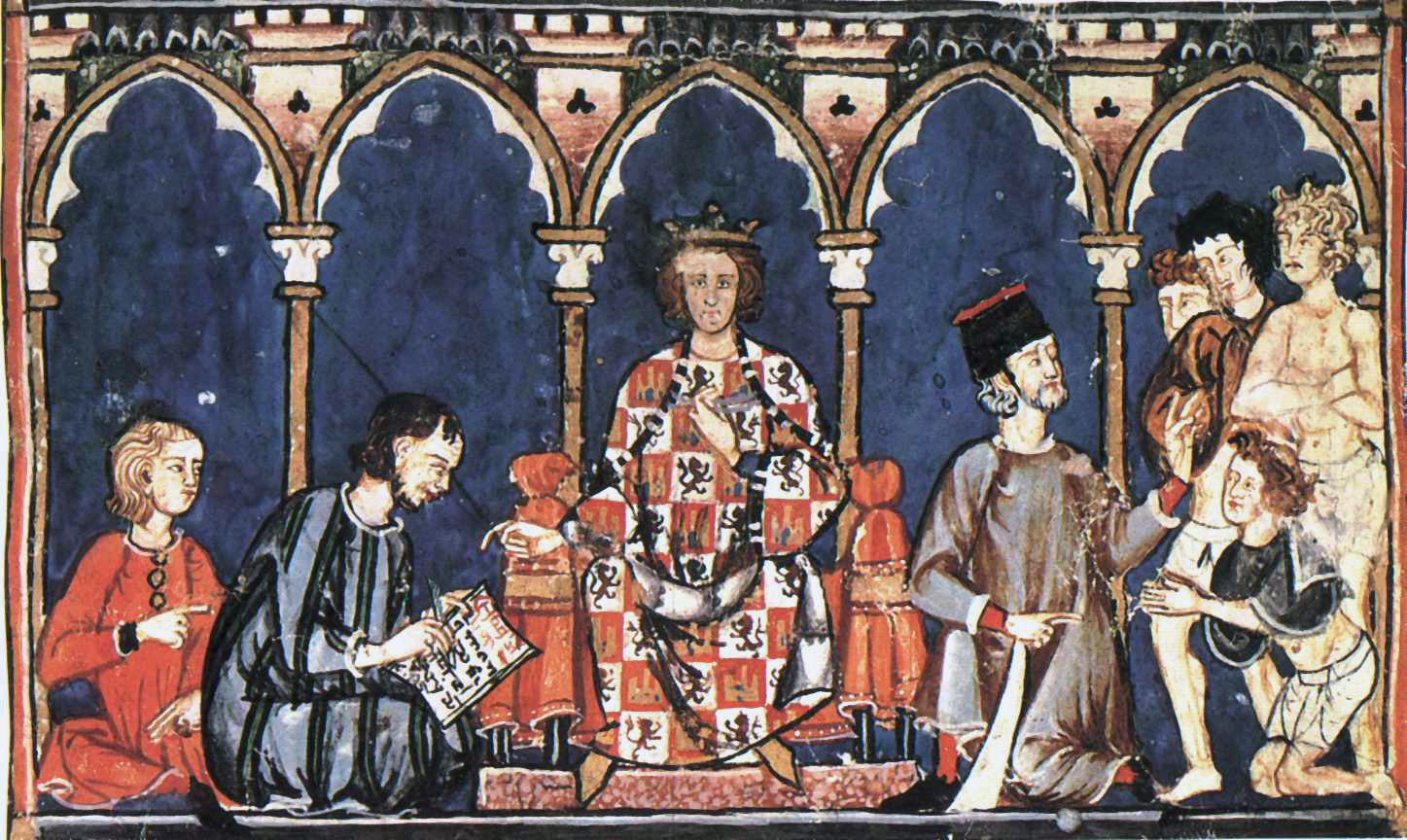
“智者”阿方索十世
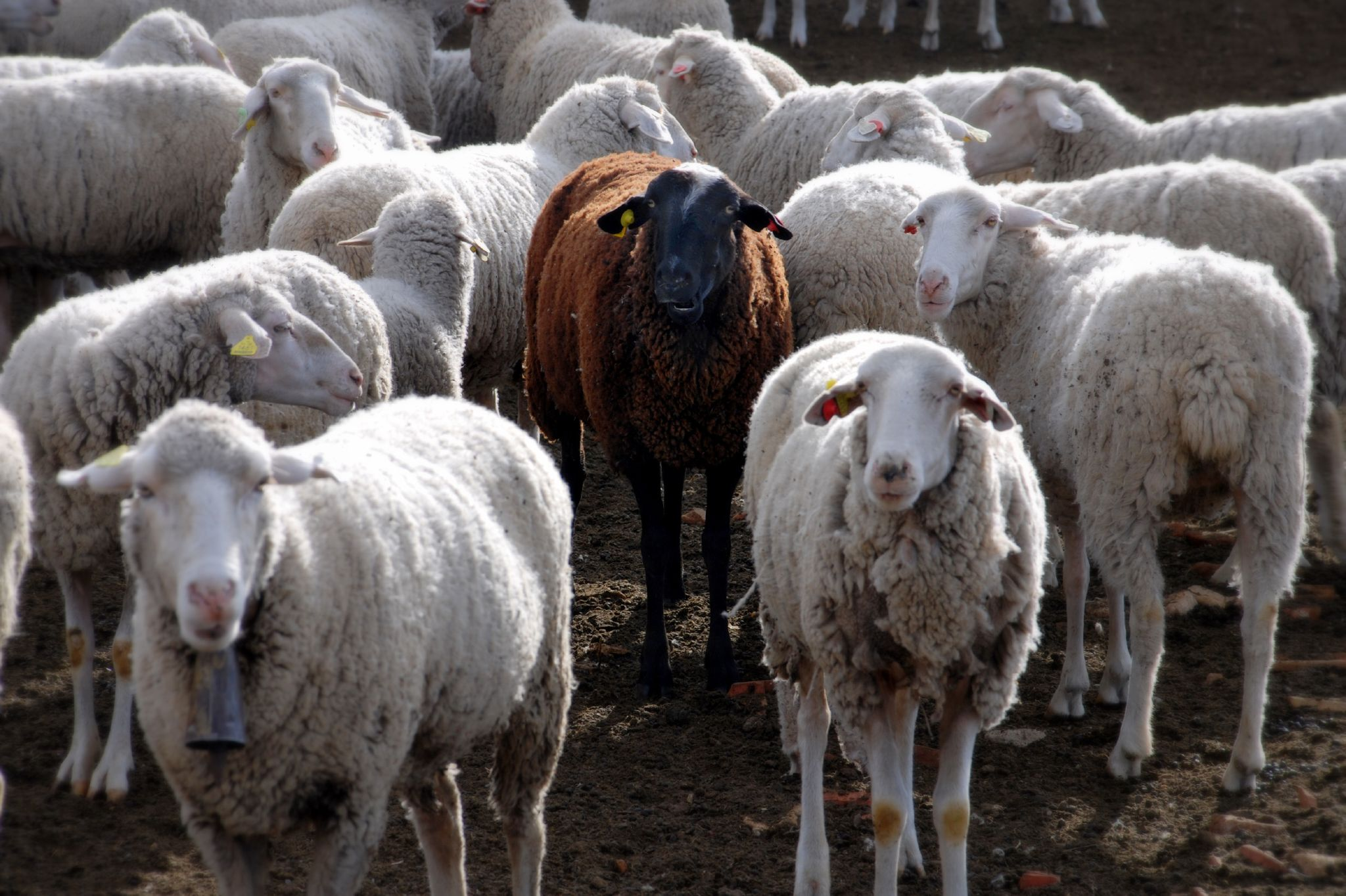
美利奴羊
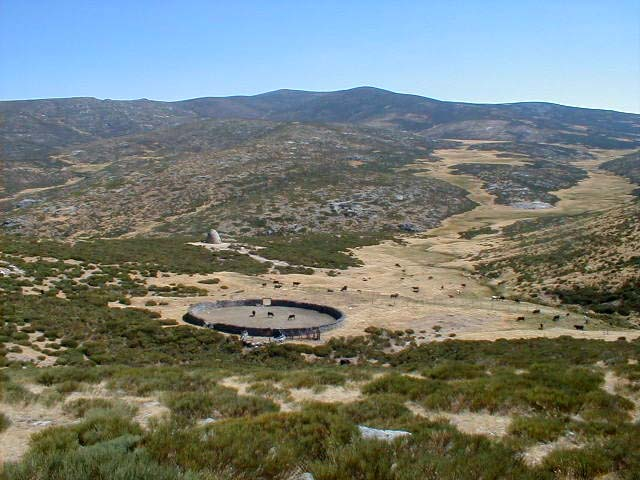
山区临时牧场
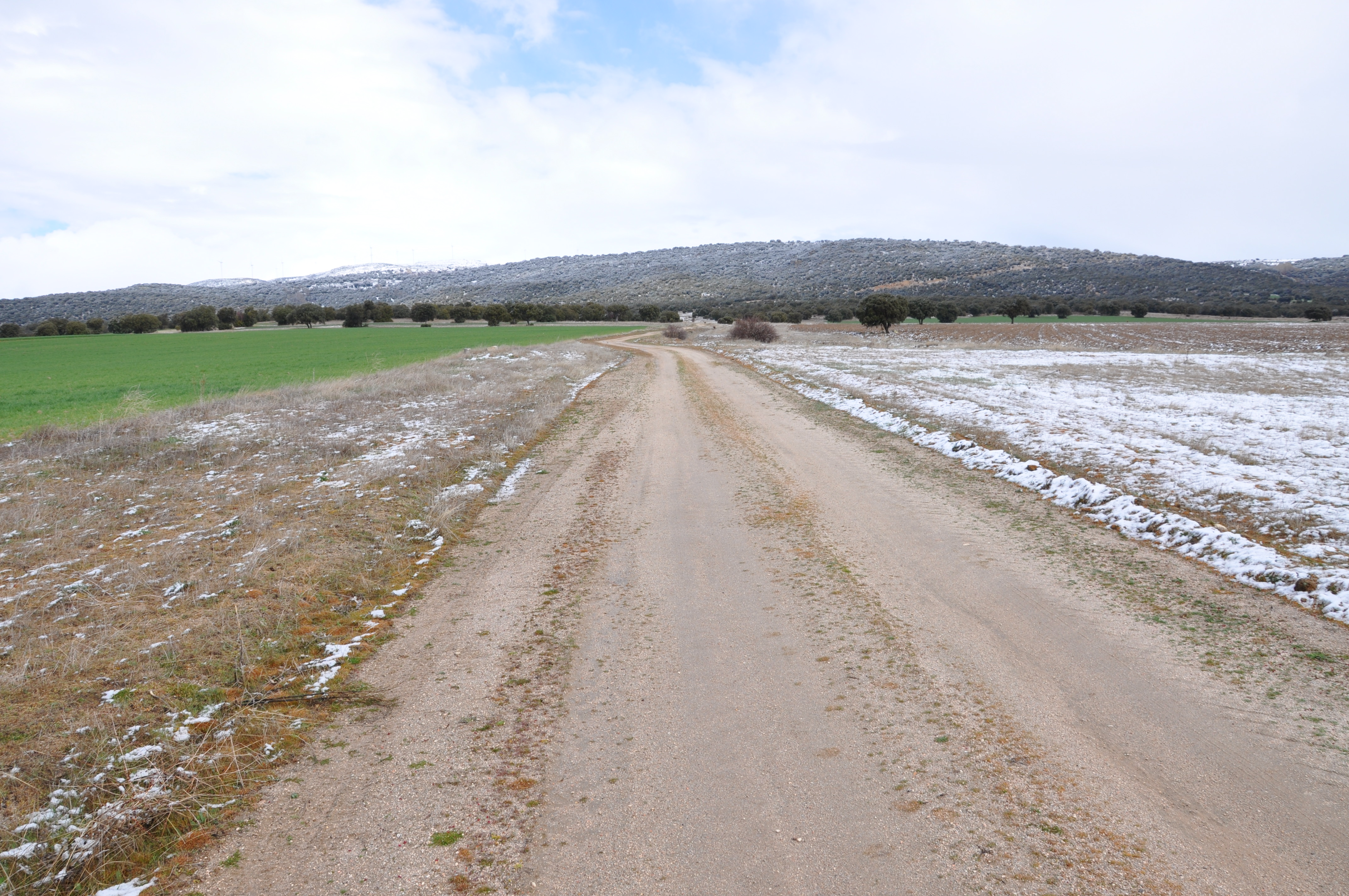
西莱昂皇家牧道（上图紫色第3段）阿维拉省段
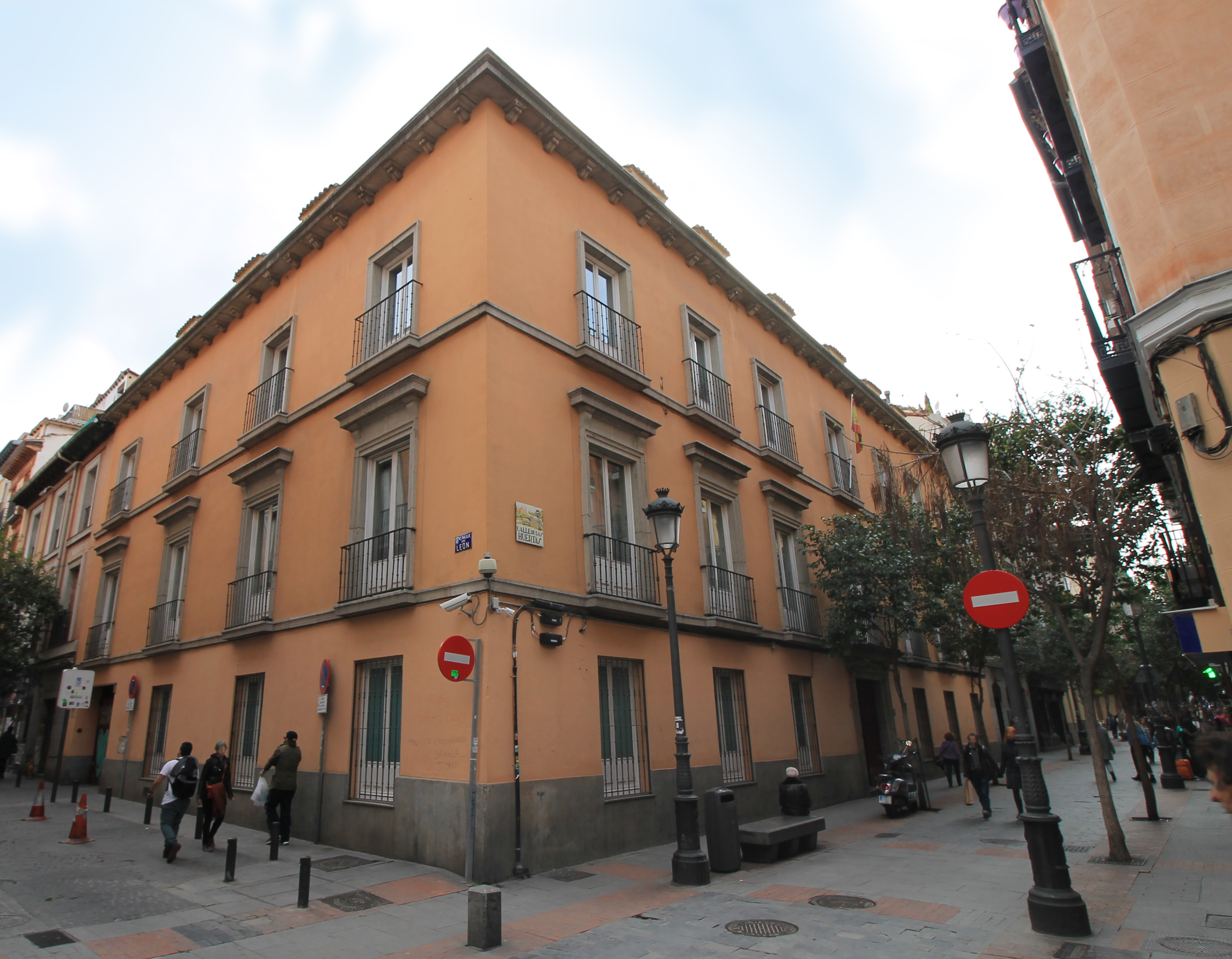
梅斯塔荣誉会位于马德里的总部旧址